# Eerie
Eerie était un magazine américain de comics d’horreur, publié par Warren Publishing entre 1966 et 1983.
Il a été adapté en français par les éditions Publicness de 1968 à 1970, sur 11 numéros.

## Description
Ce magazine proposait des récits en bande dessinée noir et blanc d'épouvante/horreur, des reportages sur des films d'horreur, des chroniques livres, fanzines.
Il était voisin des publications Creepy et Vampirella. Il était imprimé en noir et blanc dans un format de magazine, de manière à ne pas nécessiter l’approbation de la Comics Code Authority.
Chaque numéro était introduit par le personnage Cousin Eerie.